# William Perry
William James Perry (Vandergrift (Pennsylvania), 11 oktober 1927) is een Amerikaans oud-politicus van de Democratische Partij. Hij was de 19e minister van Defensie onder president Bill Clinton van 1994 tot 1997. Eerder was hij de onderminister van Defensie, maar na het aftreden van Les Aspin schoof hij door naar het ministerschap.
- CiNii: DA19079607
- Gemeinsame Normdatei: 123419042
- International Standard Name Identifier: 0000 0001 0950 4406
- Library of Congress Control Number: n77007350
- Nationale Bibliotheek van Letland: 000051898
- Mathematics Genealogy Project: 89256
- National Archives and Records Administration: 10580945
- Bibliotheek van het Japanse parlement: 001092055
- Nationale Bibliotheek van Tsjechië: xx0200827
- Nationale Bibliotheek van Israël: 987007571980405171
- Nederlandse Thesaurus van Auteursnamen: 070509832
- Système universitaire de documentation: 11832408X
- Virtual International Authority File: 5031807
- WorldCat: E39PBJqqwVXYgB3Q8w3K7PR3Qq